# 白河車站 (日本)
白河車站（日语：〔〕／ Shirakawa eki */?）是一由東日本旅客鐵道（JR東日本）所經營的鐵路車站，位於日本福島縣白河市郭內，是JR東日本東北本線沿線的車站，由仙台支社管轄。除了東北本線之外，白河車站也是鐵道省時代的地方路線白棚線（白河～磐城棚倉）的起點，但該路線已在1944年時因被歸類為不要不急線的理由而在名義上改為「休運」狀態，拆除鐵軌作為武器生產用途，並以路線巴士（JR巴士關東白棚線）替代。
2002年時，白河車站因為「大面立窗與紅瓦屋頂，飄著大正浪漫氣氛的站舍」（ステンドグラスのある赤瓦の屋根の大正ロマン漂う駅舎）之評價，入選東北車站百選（東北の駅百選）。

## 車站結構
島式月台1面2線的地面車站。
由新白河站管理的業務委託站（JR東日本東北綜合服務委託）。設有綠窗口（窗口營業時間為6時－20時30分。此段時間以外為窗口業務休息時間）。

### 月台配置
| 月台 | 路線      | 方向 | 目的地           |
| ---- | --------- | ---- | ---------------- |
| 1    | ■東北本線 | 上行 | 黑磯、宇都宮方向 |
| 2    | ■東北本線 | 下行 | 郡山、福島方向   |

## 相鄰車站
東日本旅客鐵道
■東北本線
新白河－白河－久田野

## 外部連結
- （日語）白河車站（JR東日本） （页面存档备份，存于）